# Línea 14 de CPTM
La Línea 14 de la  Red Metropolitana de Transporte de São Paulo, también conocida como Línea 14-Ónix o Arco-Este, es un proyecto de línea de tren ligero que conectará las ciudades de Guarulhos y Santo André, pasando por la Zona Este de São Paulo. El ramal se caracteriza como una línea de conexión perimetral, que rodea el centro urbano y se conecta con otras líneas férreas existentes y futuras, así como con las zonas periféricas de la Región Metropolitana de São Paulo.

## Historia

### Primer recorrido propuesto
El proyecto de la Línea 14-Ónix es antiguo y ha pasado por diversas alteraciones. Surgiendo de la misma idea que dio origen a la Línea 13-Jade, el concepto de la línea apareció en 2010 a partir de una antigua idea de conectar el Aeropuerto Internacional de Guarulhos al centro de São Paulo. El proyecto contemplaba una conexión entre el aeropuerto y la Estación da Luz, y se llamaría Línea 14-Ónix. Esta propuesta fue cancelada por el gobernador del Estado de São Paulo en la época, Geraldo Alckmin, y dio lugar a la Línea 13-Ónix que, posteriormente, fue renombrada como Línea 13-Jade, que fue concluida en 2018, y que atiende a ese tramo mediante el servicio Expreso Aeropuerto, que está integrado a la misma.

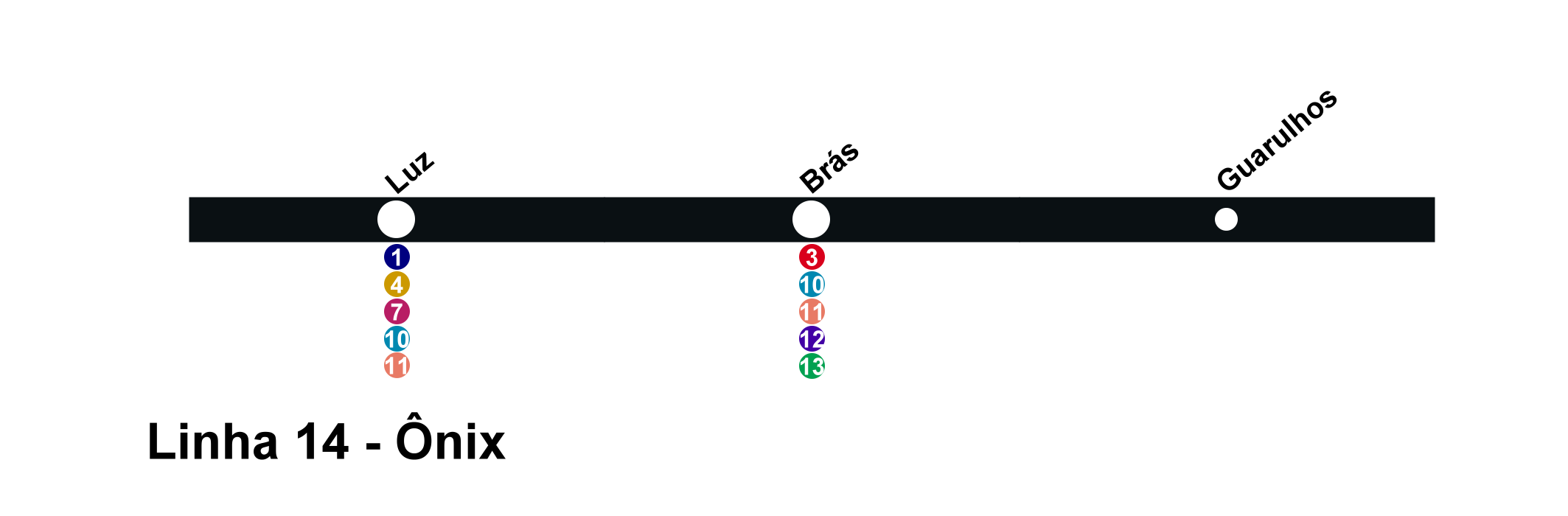
Diagrama de las estaciones de la propuesta de 2010.

### Segundo recorrido propuesto
Tres años después de esa propuesta, en 2013, un nuevo proyecto fue presentado con una nueva conexión entre Guarulhos y el ABC Paulista, mucho más cercano al proyecto actual. Ese tramo contemplaba una conexión entre las posibles estaciones João Paulo (en las proximidades de la Avenida Papa João Paulo I, en Guarulhos) y Pirelli (donde se localizaba la antigua Parada Pirelli). Se idealizaba un proyecto de monorriel conectando las dos ciudades y pasando por la zona este de la ciudad de São Paulo, pero que, por falta de continuidad en estudios más profundos, se perdió en el tiempo.

### Tercer recorrido propuesto
En 2018, cinco años después de la segunda propuesta, una nueva y tercera propuesta surgió, mucho más sólida que la anterior, listando un tramo de 28 estaciones también entre Guarulhos y el ABC Paulista, pero esta vez contenido entre las estaciones Guarulhos-Cecap y ABC (también ubicada en la antigua Parada Pirelli) que sería atendido por Tren ligero.

### Propuesta actual
Después de 4 años desde la última actualización del proyecto, en abril de 2022, el gobernador Tarcísio de Freitas autorizó la reanudación de los estudios de la Línea 14-Ónix como parte del inicio del programa São Paulo sobre Rieles. Los primeros efectos de la reanudación de los estudios se observaron en septiembre de 2022, cuando una nueva propuesta fue exhibida durante la 28ª Semana de Tecnología Ferroviaria por la Secretaría de Transportes Metropolitanos, comprendiendo el tramo actual del proyecto entre las estaciones Bonsucesso, en Guarulhos, y Jardim Irene, en Santo André, con ligeras diferencias en el proyecto y sin especificación del tipo de material rodante. Esta versión del proyecto contaba con 22 estaciones y aproximadamente 39 kilómetros de extensión. Esta propuesta tuvo su proyecto funcional contratado en 2023, decidiéndose en el mismo año que la línea sería concedida a la iniciativa privada junto a las otras líneas de la CPTM. La Línea 14-Ónix sería concedida junto a la Línea 10-Turquesa en un lote a la futura posible concesionaria en el año 2025, para que las obras se iniciaran en 2026. El proyecto sería elaborado hasta el lanzamiento del pliego de condiciones de concesión y la subasta a través de la Secretaría de Alianzas e Inversiones (SPI). Después de algunos meses de relativo "silencio" con las elaboraciones de los estudios y licitaciones en curso, el tramo recibió una estación más (Estádio) y se decidió que la línea sería, de hecho, una línea de TL debido a su nueva baja demanda, calculada en aproximadamente 225 mil pasajeros por día, estimación que entró en conflicto con la de los estudios de demanda anteriores realizados por la STM, que preveían que la línea tendría una demanda de alrededor de 700 mil pasajeros por día. Tales decisiones sobre el modal del ramal fueron cuestionadas de manera polémica en las audiencias públicas realizadas en febrero de 2025.

#### Extensión a São Bernardo do Campo
Esta última propuesta también tiene una segunda alternativa de trazado en la región del ABC Paulista, que fue contemplada en el Plan Integrado de Transportes Urbanos (PITU) 2040, también de la STM, que consideraba una diferente extensión de la línea que, en lugar de terminar en Santo André, cambiaría las últimas 5 estaciones del ramal en el tramo de Santo André por otras 3 estaciones, finalizando el trazado en São Bernardo do Campo. Tal alternativa no fue citada por otros organismos del gobierno y no consta en el pliego de concesión.

#### Conexión con la Línea 20-Rosa
De acuerdo con el alcalde del municipio de Santo André, Gilvan Júnior, en una publicación en su perfil oficial en una de sus redes sociales, la Línea 20-Rosa será extendida más allá de su proyecto actual para contemplar también la estación ABC, creando una posibilidad de conexión entre las líneas 10-Turquesa, 14-Ónix y 20-Rosa.

## Plazos, obras, infraestructura y estaciones
De acuerdo con la información divulgada por la SPI, la Línea 14-Ónix será concedida en el tercero semestre de 2026 junto a la Línea 10-Turquesa para que las obras se inicien en 2027 con fin planificado para 2045. La línea será construida en 4 lotes/fases, siendo estos y las estaciones que comprenden lo siguiente:
| Lote | Estación                              | Tipo          | Ciudad      | Integraciones      | Apertura Planeada  |
| ---- | ------------------------------------- | ------------- | ----------- | ------------------ | ------------------ |
| 3    | Bonsucesso                            | Elevada       | Guarulhos   | Jade               | 2040               |
| 3    | Pimentas                              | Elevada       | Guarulhos   |                    | 2040               |
| 3    | Sacramento                            | Subterránea   | Guarulhos   |                    | 2040               |
| 1    | Hospital Jardim Helena                | Subterránea   | São Paulo   |                    | 2030               |
| 1    | São Miguel Paulista                   | En superficie | São Paulo   | Zafiro             | 2030               |
| 1    | Vila Jacuí                            | Elevada       | São Paulo   |                    | 2030               |
| 1    | Imperador                             | Elevada       | São Paulo   |                    | 2030               |
| 1    | Cidade A.E. Carvalho                  | Subterránea   | São Paulo   |                    | 2030               |
| 1    | Corinthians-Itaquera                  | Elevada       | São Paulo   | Roja y Coral       | 2030               |
| 1    | Hospital Santa Marcelina              | Subterránea   | São Paulo   | Violeta (proyecto) | 2030               |
| 1    | Parque do Carmo                       | Subterránea   | São Paulo   |                    | 2030               |
| 1    | Rio das Pedras-Aricanduva             | Elevada       | São Paulo   |                    | 2030               |
| 2    | Jardim Itápolis                       | Elevada       | São Paulo   |                    | 2035               |
| 2    | Sapopemba                             | En superficie | São Paulo   | Plata              | 2035               |
| 2    | Parque Oratório-Nevada                | Elevada       | Santo André |                    | 2035               |
| 2    | Hospital da Mulher-Cidade dos Meninos | Elevada       | Santo André |                    | 2035               |
| 2    | Jardim Sorocaba                       | Subterránea   | Santo André |                    | 2035               |
| 2    | ABC                                   | Elevada       | Santo André | Turquesa y 20-Rosa | 2035               |
| 4    | Estádio                               | Elevada       | Santo André |                    | 2045 (contingente) |
| 4    | Miguel Couto                          | En superficie | Santo André |                    | 2045 (contingente) |
| 4    | Macedo Soares                         | En superficie | Santo André |                    | 2045 (contingente) |
| 4    | Vila Luzita                           | En superficie | Santo André |                    | 2045 (contingente) |
| 4    | Jardim Irene                          | En superficie | Santo André |                    | 2045 (contingente) |

La línea tendrá un costo total de aproximadamente R$ 13,1 mil millones. Este alto valor para una línea de Tren ligero se debe a la extensión de la línea y a los cambios que se realizarán en su entorno, como la excavación de túneles, expropiaciones, ampliación de avenidas, estaciones y construcción de la vía aérea en áreas de alta densidad poblacional y con grandes diferencias topográficas, como entre las estaciones Sacramento y Hospital Jardim Helena.

### Discusión sobre tipo de transporte
Durante la primera audiencia pública, que ocurrió el 12 de febrero de 2025, en respuesta a las preguntas planteadas sobre la elección del tipo de transporte para la línea, el director de asuntos corporativos de la SPI, Augusto Almudin, mencionó diferentes valores que la línea tendría en caso de la adopción de diferentes equipos de transporte, con valores que varían de R$ 18 mil millones a R$ 26 mil millones en el caso de la operación mediante trenes suburbanos convencionales, como los presentes en las otras líneas de tren metropolitanas en São Paulo. Estos valores, de acuerdo con él, junto con la nueva baja demanda calculada para la línea, habrían sido el motivo para elegir el Tren ligero como tipo de transporte para esta línea que, según uno de los que cuestionaron el motivo durante la entrevista, sería una extraña en medio de las otras líneas del sistema en la metrópolis.

### Depósitos y talleres
De acuerdo con los documentos divulgados, la Línea 14-Ónix contará con 4 depósitos, siendo 2 para estacionamiento de composiciones y los otros 2 como depósitos de mantenimiento. Serán los siguientes:
| Depósito               | Ubicación                                                                                      | Función                                              |
| ---------------------- | ---------------------------------------------------------------------------------------------- | ---------------------------------------------------- |
| Depósito Bonsucesso    | Después de la estación terminal Bonsucesso.                                                    | Estacionamiento de composiciones.                    |
| Depósito Jardim Helena | Después de la estación Hospital Jardim Helena, en Cidade Nitro-Química, en São Miguel Paulista | Almacenamiento y mantenimiento de las composiciones. |
| Depósito ABC           | En las proximidades de la estación ABC, en Santo André                                         | Almacenamiento y mantenimiento de las composiciones. |
| Depósito Jardim Irene  | Después de la estación terminal Jardim Irene.                                                  | Estacionamiento de composiciones.                    |

## Operación y material rodante
La línea contará con una flota creciente de composiciones que añadirá los vehículos de acuerdo con la conclusión de cada lote de estaciones, llegando a una flota final de 46 vehículos. Con la conclusión del primer lote, el ramal contará con 21 unidades; después de la conclusión del segundo lote, contará con 35 unidades; con el tercer lote, 41 unidades, y con el cuarto lote (contingente), 46 unidades.
Cada unidad de Tren ligero aún será adquirida; sin embargo, la longitud máxima de cada composición será de 45 metros, y cada una tendrá una capacidad media de 440 pasajeros. El intervalo medio de llegada de los vehículos a las estaciones será de 5 minutos, y cada uno podrá alcanzar una velocidad máxima de 80 km/h. Con estas características, el tiempo de viaje de un extremo a otro de la línea (en su extensión máxima con todos los lotes) será de aproximadamente 1h30min.